# Брохоцин (Тшебницький повіт)
Брохоцин (пол. Brochocin) — село в Польщі, у гміні Тшебниця Тшебницького повіту Нижньосілезького воєводства.
Населення — 167 осіб (2011).
У 1975-1998 роках село належало до Вроцлавського воєводства.

## Демографія
Демографічна структура станом на 31 березня 2011 року:
|          | Загалом | Допрацездатний вік | Працездатний вік | Постпрацездатний вік |
| -------- | ------- | ------------------ | ---------------- | -------------------- |
| Чоловіки | 77      | 11                 | 60               | 6                    |
| Жінки    | 90      | 15                 | 55               | 20                   |
| Разом    | 167     | 26                 | 115              | 26                   |